# Краснов, Михаил Михайлович
Михаи́л Миха́йлович Красно́в (31 мая 1929 — 24 июня 2006) — советский и российский офтальмолог, основоположник лазерных методов лечения глаукомы, доктор медицинских наук, профессор, академик АМН СССР и РАМН, директор ВНИИ глазных болезней АМН СССР, главный редактор журнала «Вестник офтальмологии».
Герой Социалистического Труда (1979), лауреат Ленинской премии, Государственной премии СССР и премии Совета Министров СССР.
Сын Михаила Леонидовича Краснова — известного офтальмолога, Героя Социалистического Труда.

## Биография
Родился 31 мая 1929 года в городе Шуе Ивановской области.
В 1953 году с отличием окончил 2-й Московский медицинский институт, лечебный факультет. Тогда же поступил в аспирантуру при Московском НИИ глазных болезней им. Гельмгольца. С 1956 года работал в этом институте врачом, младшим, затем старшим научным сотрудником.
В 1956 году защитил кандидатскую диссертацию. С 1960 года — доцент Государственного центрального института усовершенствования врачей.
В 1964 году защитил докторскую диссертацию. По конкурсу он был избран заведующим кафедрой глазных болезней 2-го Московского медицинского института, где проработал до 1973 года.
С 1966 года был главным редактором ведущего журнала по специальности — «Вестник офтальмологии», основного офтальмологического журнала СССР и России.
В 1973 году он стал инициатором создания и с 1974 года руководителем Всесоюзного НИИ глазных болезней Министерства здравоохранения СССР. Одновременно возглавил кафедру глазных болезней 1-го Московского медицинского института. В 1971 году был избран членом-корреспондентом АМН СССР, а в 1975 году академиком АМН СССР.
Указом Президиума Верховного Совета СССР от 30 мая 1979 года за большие заслуги в развитии народного здравоохранения и медицинской науки Краснову Михаилу Михайловичу было присвоено звание Героя Социалистического Труда.
Занимал пост руководителя института, ставшего позднее Научно-исследовательским институтом глазных болезней Российской академии медицинских наук, до 2001 года. До 2002 года оставался заведующим кафедрой глазных болезней (по совместительству) в Московской медицинской академии им. И. М. Сеченова. С 2002 года по 2006 год — главный консультант ГУ НИИ глазных болезней РАМН.
Являлся членом Международной офтальмологической академии и ряда международных офтальмологических обществ.
Жил в Москве. Умер 24 июня 2006 года. Похоронен на Введенском кладбище (29 уч.).

## Научная деятельность
С именем Краснова связана целая эпоха становления и развития новых методов диагностики и лечения глазных заболеваний. Он — основоположник отечественной микрохирургии в офтальмологии, принципиально нового направления, позволившего проводить хирургические вмешательства на глазу на современном уровне.
Впервые в мировой практике Красновым были разработаны новые методы безножевого лечения глаукомы, заболеваний роговицы и хрусталика с помощью предложенных им оригинальных лазерных установок, не применявшихся ранее в медицинской практике. Провёл уникальную, единственную в мире операцию по реконструкции одного зрячего глаза из двух слепых у больного с ожогом глаз. Впервые в мировой практике предложена оригинальная методика лечения тяжёлых бельм роговицы — метод «вживления» оптической линзы в глаз на основе собственной ткани больного.
Автор более 400 научных публикаций, включая монографию «Микрохирургия глауком», дважды издававшуюся в СССР, а также изданную в Германии (1977) и США (1979). Автор свыше 40 патентов на изобретения, полученных в 13 странах мира.

### Избранные труды
- Краснов М. М. Микрохирургия глауком. — 2-е изд. — М.: Медицина, 1980. — 247 с.
- Краснов М. М. Актуальные проблемы офтальмологии. — М.: Медицина, 1981. — 301 с.

## Память
- ФГБНУ Научно-исследовательский институт глазных болезней имени М. М. Краснова

## Награды
- Медаль «Серп и Молот»
- Орден «За заслуги перед Отечеством» IV степени (1999)[3]
- Орден Ленина
- Орден Октябрьской Революции
- 2 Ордена Трудового Красного Знамени
- Орден Дружбы народов (12 сентября 1994) — за большой вклад в развитие медицинское науки и подготовку высококвалифицированных специалистов[4]
- Ленинская премия (1978) — за комплекс исследований «Новые принципы хирургии глаза»
- Государственная премия СССР (1975) — за цикл работ по диагностике и лечению глаукомы
- Премия Совета Министров СССР (1984)
- Премия имени В. П. Филатова (1978)
- другие награды